# Jurino Ignacio
Jurino Ignacio (Willemstad (Curaçao), 26 september 1981) is een Nederlands-Antilliaans content creator en kookboekauteur.
Sinds 2012 documenteert hij recepten uit de Antilliaanse keuken. Dit doet hij in het Nederlands. Hij schreef onder andere De Complete Antilliaanse Keuken.

## Carrière
Jurino Ignacio is in 1981 geboren te Willemstad, Curaçao. In 2000 verhuisde hij naar Nederland om te studeren aan de kunstacademie in Breda. Daar is hij opgeleid tot illustrator. Na zijn studie startte hij naast zijn werk als illustrator een website met recepten uit de Antilliaanse keuken. Sinds 2015 publiceert hij daarnaast kookboeken om deze recepten verder te verspreiden.

### Super Dushi Chef
Ignacio is op verschillende socialemediakanalen bekend als de "Super Dushi Chef". Op Facebook, Instagram en TikTok deelt hij dagelijks kookvideo's, waarmee hij meer dan een half miljoen volgers bereikt. 
In 2023 tekende Ignacio een managementcontract bij Talpa Network, dat influencers ondersteunt.

## Privéleven
Ignacio is in 2004 getrouwd en heeft met zijn echtgenote twee dochters en een zoon.

## Publicaties in boekvorm
- Nos Kushina Krioyo (2015)
- Nos Kushina Moderno (2016)
- Hé Dushi (2017)
- De Complete Antilliaanse Keuken (2019)
- Soulfood & Spaghetti (2021)
- Dit is Super Dushi (2025)

## Onderscheidingen
In 2016 won Ignacio met zijn receptensite de award voor website van het jaar in de categorie culinair.